# 암끝검은표범나비
암끝검은표범나비(학명: Argyreus hyperbius)는 표범나비아과의 한 종류이다. 어른벌레의 날개 편 길이는 64~80mm이며 암컷과 수컷의 색상이 다른 것이 특징인데, 이름처럼 암컷은 날개의 끝이 검은색이다. 검은 바탕에 붉은 줄무늬와 가시모양의 돌기가 나 있는 애벌레의 먹이는 제비꽃의 잎으로 둥글게 오려서 갉아먹으며, 어른벌레가 되면 꽃의 꿀을 먹는다. 애벌레는 허물을 벗으며 자라다가 나뭇가지나 제비꽃 줄기 등에 거꾸로 매달려 갈색의 번데기가 된다.

## 사진

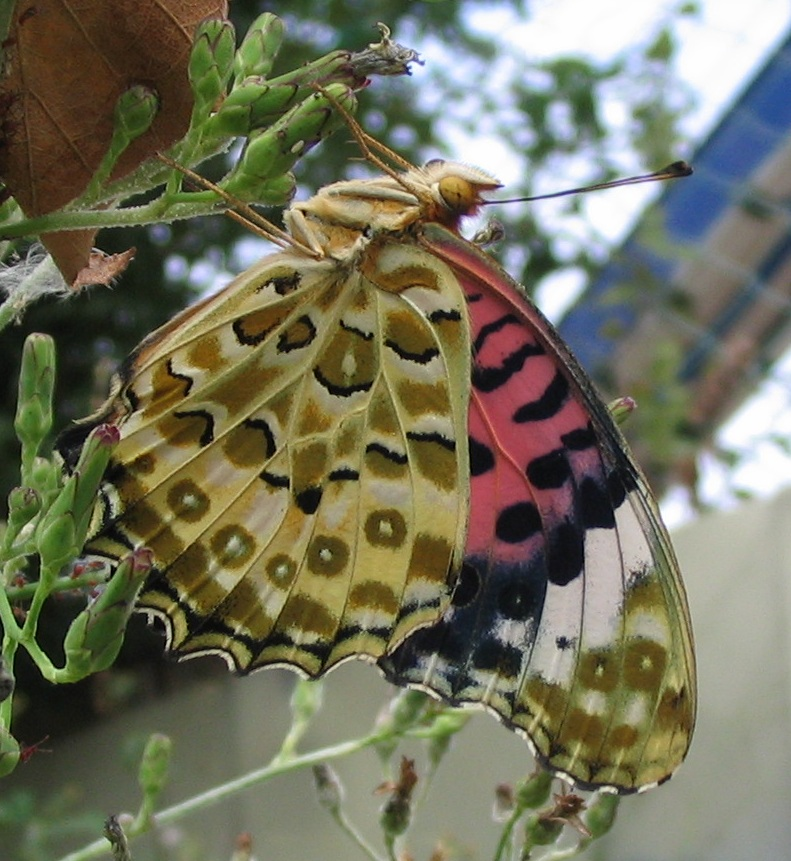
암컷의 뒷면.
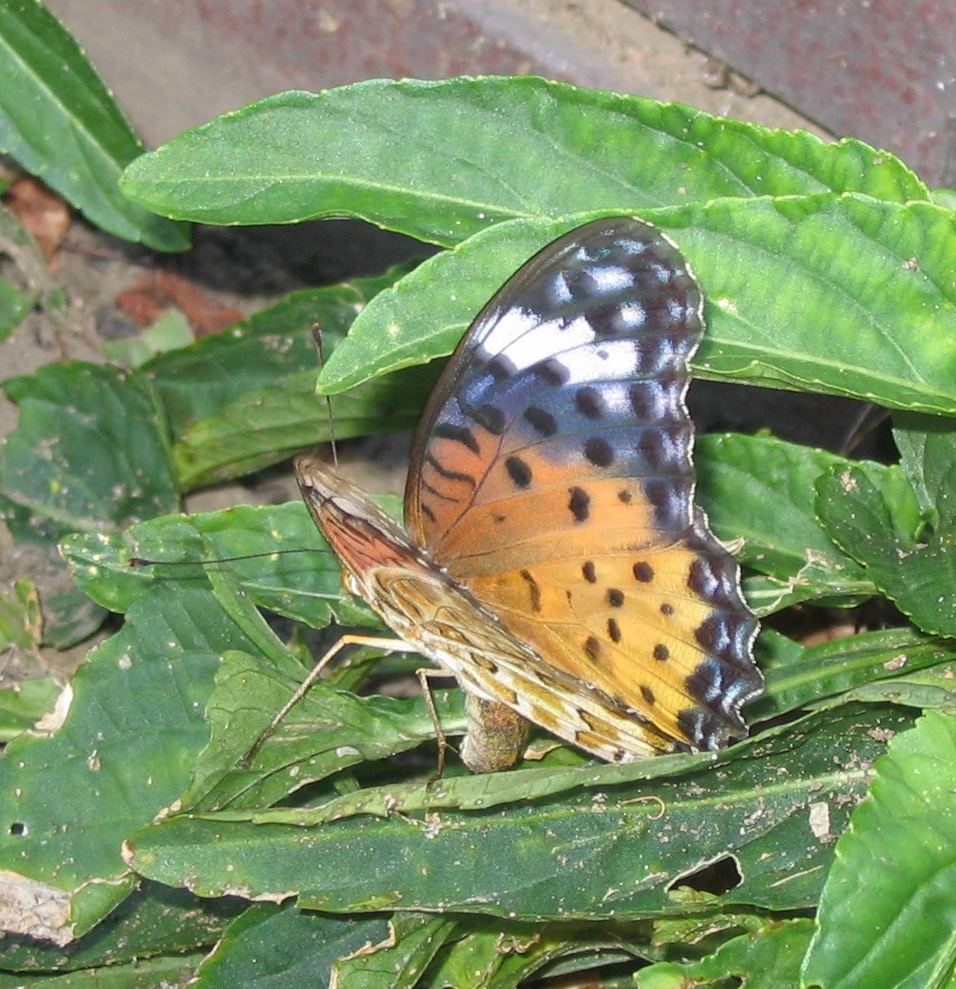
알을 낳는 암컷.
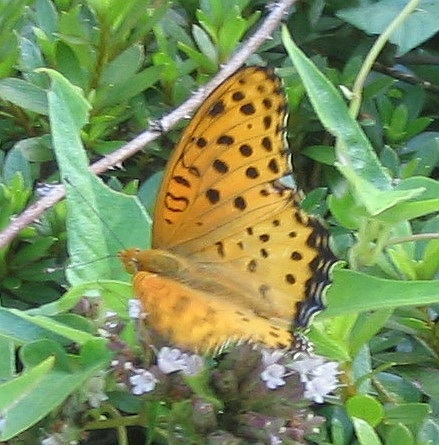
수컷.
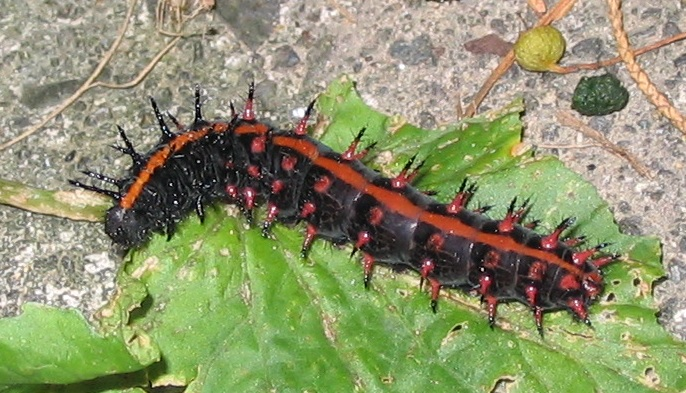
애벌레.
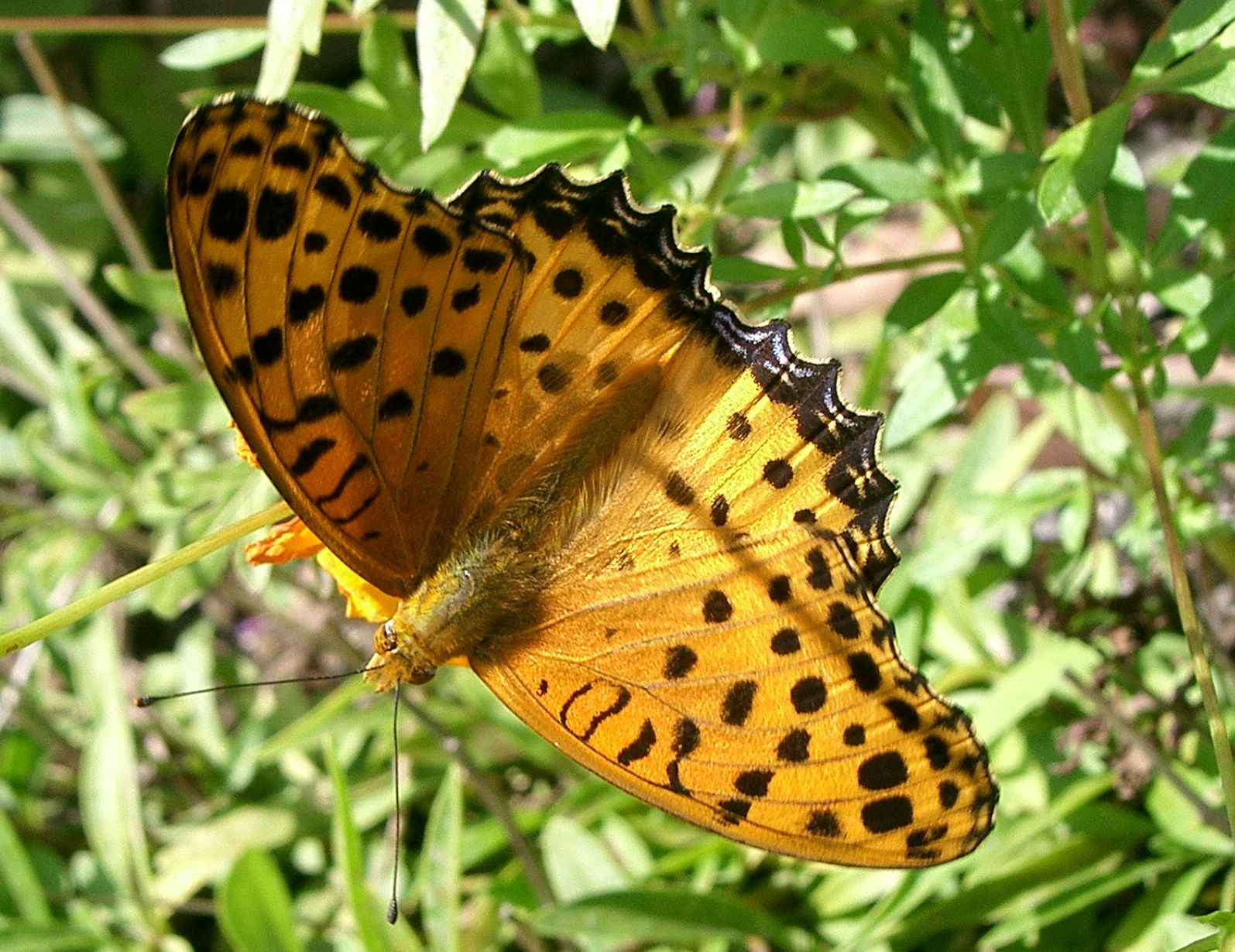
수컷.
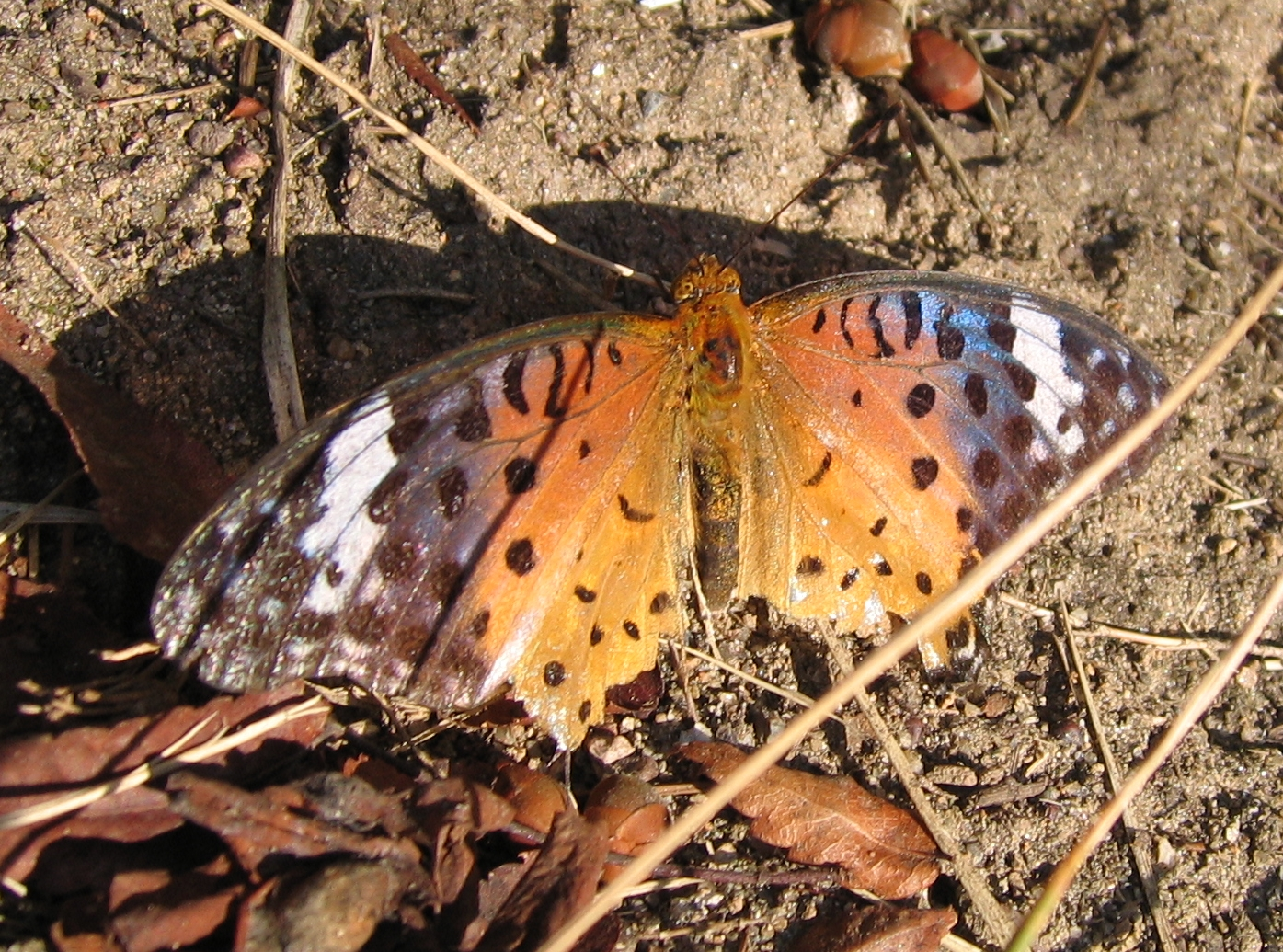
암컷.

## 같이 보기
- 의태